# Paul-Émile Victor
Paul-Émile Victor (28 juni 1907–7 mars 1995) var en fransk etnolog och upptäckare.
Victor föddes i Genève, Schweiz. Han utexaminerades från École Centrale de Lyon år 1928. Han deltog i en expedition på Grönland 1934.
Efter andra världskriget grundade han Expéditions polaires françaises för att organisera franska polarexpeditioner. Han dog 1995 på Bora Bora, dit han flyttat efter sin pension 1977.
Mount Victor, i Belgica Mountains på Antarktis är uppkallat efter honom.
Paul-Émile Victor var också scout.